# Troheu
Troheul este un picior metric de vers alcătuit dintr-o silabă lungă și una scurtă (în metrica poeziei antice) sau dintr-o silabă accentuată și una neaccentuată (în poezia modernă), ca de exemplu în "Doină, / doină / cântec / dulce". Ritmul rezultat din înlănțuirea cuvintelor cu accent pe prima silabă se numește trohaic.
Termenul "troheu" provine din limba franceză: trochée, care la rândul său provine din limba greacă trohaios, care înseamnă "alergător", pentru că ritmul trohaic este alert și dinamic, fiind întâlnit mai ales în poezia populară, și este potrivit pentru dans. 